# Шаморин

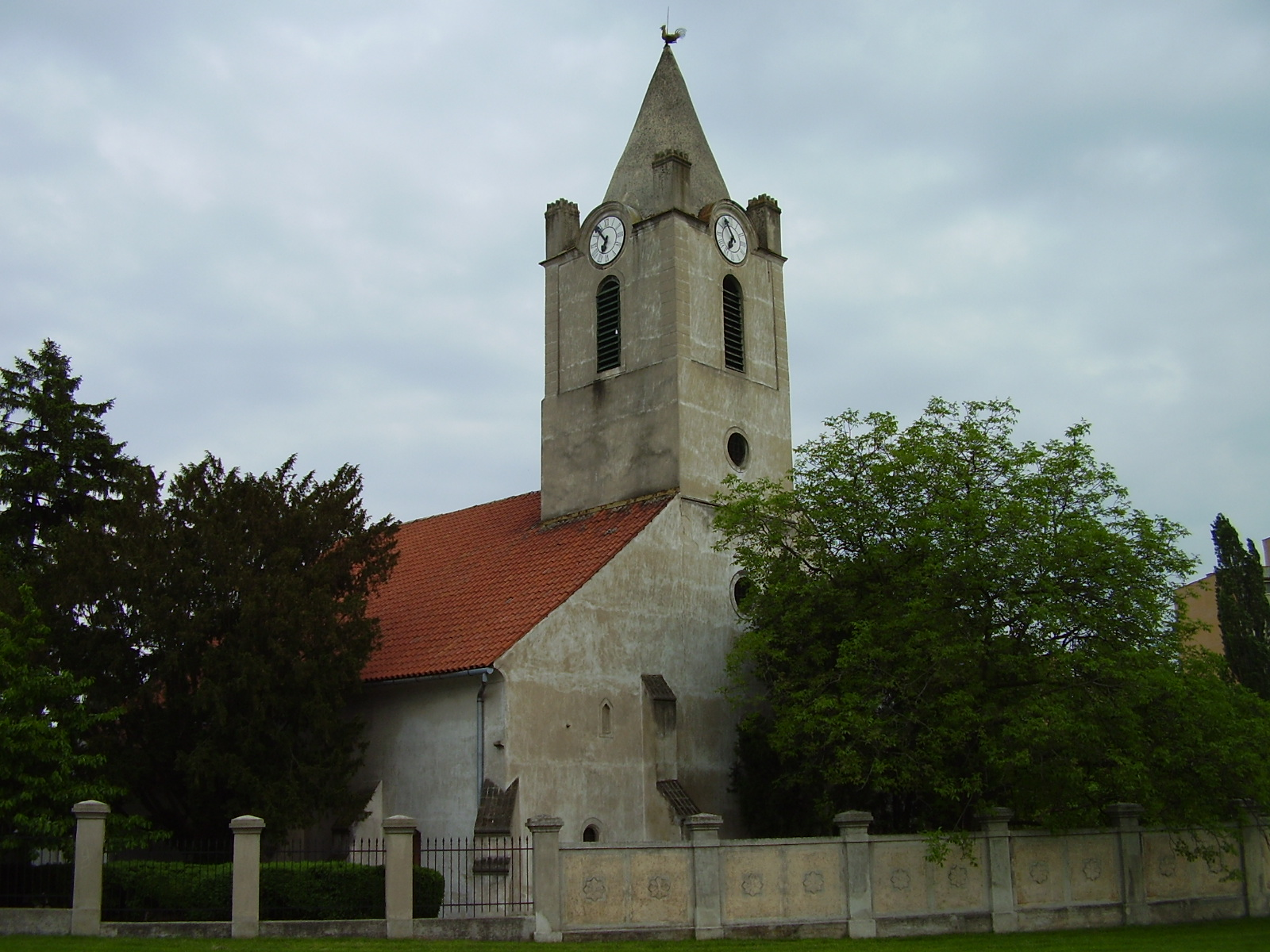
Кальвинистская церковь.

Шаморин (словац. Šamorín, венг. Somorja, нем. Sommerein) — город на территории Житного острова в юго-западной Словакии на Дунае. Население — около 13,3 тыс. человек, преимущественно венгры.

## История
Первый раз Шаморин упоминается в 1238 как поселение Св. Мария. К концу XIV века он становится крупным центром торговли Житного острова, а в 1405 — свободным королевским городом. В 1555 году в Шаморине возник первый ремесленный цех, основанный скорняками (мастерами по выделке шкур). Позднее были созданы гильдии портных, гончаров, металлургов, ювелиров, ткачей, мыловаров и т. д. Быстрое развитие экономики города было остановлено кровопролитной войной с Турцией (XVI век). К этому же времени относятся печально знаменитые суды над ведьмами. В 1589 году Шаморин потерял привилегии свободного королевского города, и лишь с 17 века начинается новый период его возрождения.
В 1872 в Шаморине основывается государственная средняя школа, а немного позже — казино. В годы Первой мировой войны здесь находился лагерь для русских и итальянских военнопленных. В 1929 в городе открыт музей Житного острова.

## Население
| Год:                | 1994   | 2004    | 2014    | 2024    |
| ------------------- | ------ | ------- | ------- | ------- |
| Количество человек: | 12 182 | 12 339  | 13 028  | 13 672  |
| Разница:            |        | +1,28 % | +5,58 % | +4,94 % |

## Достопримечательности
- Кальвинистская церковь
- Лютеранская кирха
- Романский костёл св. Маргиты в Шамоте
- Паулинский монастырь
- Синагога